# Somvirágúak
A somvirágúak (Cornales) a kétszikűek (Magnoliopsida) egyik rendje. Dahlgrennél a Magnoliidae alosztály Cornanae főrendjébe, Tahtadzsjánnál a Cornidae alosztály Cornanae főrendjébe tartoznak. Cronquist a Rosidae alosztályba osztotta be, az APG III-rendszer a valódi kétszikűek (Eudicotyledon vagy eudicots) Asterids kládjába sorolja őket, alapi helyzetbe.
A rend családjait korábban különféle rendszertani kategóriákba sorolták aszerint, hogy virágzataik mely más taxonok virágzataihoz hasonlítanak – ezek a hasonlóságok azonban konvergenciának bizonyultak. A somvirágúak többsége fás növény. A virágok alapszáma általában 4 vagy 5, a szirmok szabadon állnak. Porzóleveleik szabadon állnak, magjaikat egyetlen maghéjréteg (integumentum) borítja, a nucellus fala vékony. A magház alsó állású, rajta nektáriumkoronggal. Embriójuk az endospermiumban tárolt tápanyagokat egy szívógyökérrel (haustorium) veszi fel.
Legtöbbjük tartalmaz az iridoid vegyületeket, ellágsavat és cseranyagokat.

## Rendszertani felosztásuk
A rend családjai:
- Csalánszulákfélék (Loasaceae), mintegy 100 fajjal;
- Hortenziafélék – (Hydrangeaceae), 23 fajjal;
- Somfélék – (Cornaceae), közel 100 fajjal; az APG III-rendszer idesorolta a mindössze 3 fajt tartalmazó korábbi tupelófafélék (Nyssaceae) családot is
- Curtisiaceae;
- Grubbiaceae;
- Hydrostachyaceae.